# Gallacea avellanea
Gallacea avellanea är en svampart som beskrevs av Pat. 1911. Gallacea avellanea ingår i släktet Gallacea och familjen Gallaceaceae.   Inga underarter finns listade i Catalogue of Life.